# Dick Grayson
Richard John "Dick" Grayson è un personaggio dei fumetti statunitensi pubblicati da DC Comics. Creato da Bob Kane, Bill Finger e Jerry Robinson, è apparso per la prima volta in Detective Comics n. 38 nell'aprile del 1940, come l'incarnazione originale e più popolare di Robin, il partner di Batman nella lotta al crimine. In Tales of the Teen Titans n. 44 (luglio 1984), il personaggio, dopo essere diventato un giovane adulto, si ritira dal ruolo di Robin e assume quello di Nightwing (creato da Marv Wolfman e George Pérez).
Il più giovane di una famiglia di acrobati conosciuta come i "Flying Grayson" ("Grayson Volanti" in alcune traduzioni italiane), Dick rimane orfano quando il boss mafioso Tony Zucco uccide i suoi genitori cercando di estorcere denaro al circo che li ha impiegati. Dopo il tragico omicidio, Batman (Bruce Wayne) accoglie Grayson come suo tutore legale e lo addestra a diventare il suo compagno di lotta al crimine Robin. È stato scritto da molti autori come il primo rampollo di Batman. Oltre ad essere il partner di Batman nella lotta al crimine per molti anni, Grayson si afferma come il capo dei Giovani Titani, la prima squadra di supereroi adolescenti della DC. In età universitaria, si ritira come Robin e assume la propria identità di supereroe indipendente, diventando Nightwing. Come Nightwing, Dick continua a guidare i Giovani Titani e, successivamente, gli Outsiders. Nel primo volume della sua serie omonima (1996–2009), diventa il protettore di Blüdhaven, la vicina città economicamente travagliata di Gotham, il luogo a cui il personaggio è più strettamente associato. Nel corso degli anni è stato anche raffigurato mentre proteggeva le strade di New York, Chicago e Gotham City.
Nel maggio 2011, il sito web IGN ha classificato Dick Grayson al numero 11 nella lista dei 100 migliori eroi della storia dei fumetti.

## Biografia del personaggio

### Robin

Dick Grayson nei panni di Robin, disegnato da Alex Ross, sulla copertina di Robin Christmas Special, tratta dall'originale statunitense: Batman: Legends of the Dark Knight

Nella sua prima apparizione, Dick Grayson è un acrobata circense e, con i suoi genitori, uno dei "Grayson Volanti". Nato il primo giorno di primavera, Dick è figlio di John e Mary Grayson, una giovane coppia di trapezisti. Mentre si prepara per uno spettacolo, Dick sente per caso due gangster che tentano di estorcere denaro per la protezione al proprietario del circo. Il proprietario rifiuta, quindi i gangster sabotano i fili del trapezio con dell'acido. Durante la prossima esibizione, il trapezio da cui stanno oscillando i genitori di Dick si rompe, mandandoli tragicamente alla morte. Prima che possa andare alla polizia, Batman (il miliardario Bruce Wayne), che aveva assistito al delitto, gli appare e lo avverte che i due gangster lavorano per Tony Zucco, un boss del crimine molto potente e che rivelare la sua conoscenza potrebbe portare alla sua morte, e quindi decise di prenderlo con sé come pupillo. Quando Batman racconta l'omicidio dei suoi stessi genitori, Dick chiede di diventare il suo aiutante. Dopo un lungo addestramento, Dick diventa Robin, il ragazzo meraviglia nonché spalla del Cavaliere oscuro. Batman e Robin iniziano interrompendo il gioco d'azzardo e le estorsioni di Zucco. Quindi attirano con successo l'irritato Zucco facendogli visitare un cantiere edile, dove lo catturano. Zucco viene infine condannato alla sedia elettrica.
L'origine di Robin ha una connessione tematica con quella di Batman in quanto entrambi vedono i loro genitori uccisi dai criminali, creando un bisogno di combattere l'elemento criminale. Bruce vede un'opportunità per dirigere la rabbia che Dick prova in un modo che non può, creando così un legame padre/figlio e comprensione tra i due. Per tutti gli anni '40 e '50, la DC Comics ha interpretato Batman e Robin come una squadra, conosciuti come il "Dinamico Duo", pubblicando raramente una storia di Batman senza il suo aiutante; storie interamente dedicate a Robin sono apparse in Star-Spangled Comics dal 1947 al 1952.
Quando Dick si iscrisse all'università cominciò a dividersi tra le missioni con Batman e quelle con i suoi nuovi amici: i Giovani Titani.

### Teen Titans
Assieme ad altri eroi adolescenti come Kid Flash, Aqualad, Wonder Girl e Speedy, infatti, Dick formò una squadra proprio come fecero i loro mentori formando la Justice League: in virtù delle competenze tattiche apprese da Batman, Robin è stato riconosciuto come leader.
Crescendo Dick cominciò a passare più tempo con i Titans piuttosto che con Batman e presto il ruolo di spalla gli andò sempre più stretto: decise quindi di sciogliere il suo sodalizio con il mentore e andò per la sua strada, mentre altri giovani (Jason Todd, Tim Drake e infine Damian Wayne) presero il suo posto come Robin.

### Nightwing
Incerto su cosa fare con la sua nuova indipendenza, Dick abbandonò per un certo periodo la lotta contro la criminalità continuando a studiare legge ma non riusciva ad immaginare la sua vita senza combattere il crimine. Cercando qualcuno che lo potesse capire, Dick chiese a Superman ciò che sarebbe dovuto diventare: Clark gli raccontò allora una storia, ambientata molto tempo prima su Krypton, su un uomo che venne rinnegato della sua famiglia e che decise di proteggere i deboli nei panni del supereroe Nightwing. Dick decise di onorare il leggendario kryptoniano adottando egli stesso il nome di Nightwing.
Pur avendo avuto un'infatuazione per Barbara Gordon quando questa vestiva i panni di Batgirl, nelle file dei Titans Dick trovò l'amore in Starfire, ovvero la principessa di Tamaran Koriand'r, con la quale, in un universo alternativo, è sposato e ha una figlia.
Quando Bruce rimase temporaneamente paralizzato, dopo aver perso un brutale scontro con Bane nella saga Knightfall, lasciò il mantello di Batman a Jean-Paul Valley (Azrael) con esiti disastrosi dovuti all'instabilità di quest'ultimo.
Bruce disse di aver scelto Jean Paul e non Dick in quanto ormai vedeva quest'ultimo come un uomo che si era costruito una sua identità con i suoi doveri e le sue responsabilità, ma in realtà voleva evitare che Dick affrontasse il pericoloso Bane. Dopo che tornò ad indossare il mantello di Batman, si prese un breve periodo di riposo per recuperare dalle ferite e chiese a Dick di sostituirlo: durante il tempo in cui divenne il Cavaliere Oscuro Dick provò a sé stesso e a Bruce di essere il suo unico degno erede.
Con l'identità di Nightwing Dick ha guidato prima i Giovani Titani e poi gli Outsiders. Nella propria serie, lanciata nel 1996 e tuttora in corso, è diventato il protettore di Blüdhaven, la città vicina a Gotham City.
Quando la Justice League fu data per morta ad Atlantide (durante la saga L'Era di Ossidiana) Batman lasciò delle istruzioni d'emergenza con cui formò una nuova League composta da Freccia Verde, Atom, Hawkgirl, Maggiore Disastro, Faith, Firestorm e Jason Blood (l'alter ego di Etrigan) e guidata proprio da Nightwing, da lui considerato il miglior leader possibile. Sotto la sua guida il team riuscì a salvare la League originale, dopodiché Dick tornò a fare la riserva.
Durante Crisi infinita la città di Blüdhaven viene distrutta da Chemo, mandato dalla Società dei Criminali, ma Dick riuscì a salvarsi e a continuare a vigilare sulla città; quando poi si stabilì a Blüdhaven ebbe vari incontri con la Cacciatrice, ma dopo essersi rincontrati hanno scoperto che Koriand'r aspettava una figlia, così hanno ricominciato la loro relazione.
Successivamente Batman chiederà a Dick di fingere la sua morte e di lasciare le vesti di Nightwing per lavorare come agente segreto nella Spyral. Dopo un anno Dick ritorna a difendere Blüdhaven e ad aiutare il Cavaliere oscuro nella lotta contro il crimine come Nightwing.

### Batman
Dick ha vestito una prima volta i panni di Batman al termine della saga Knightfall nel ciclo Figliol Prodigo per poi riconsegnare le insegne del pipistrello a Bruce.
Successivamente, dopo gli eventi di Batman R.I.P. e Battaglia per il Mantello, Dick è divenuto ufficialmente il nuovo Batman succedendo al suo mentore, apparentemente defunto. Tornerà a vestire i panni di Nightwing dopo il ritorno di Bruce.
Quando Bruce non sarà più in grado di sostenere il peso del mantello, visti i recenti incidenti subiti, consegnerà di nuovo i panni a Dick, il quale diventerà permanentemente il nuovo Batman. Dick non desidera prendere il posto di Bruce e torna a vestire i panni di Nightwing, diventando il nuovo difensore di Blüdhaven, iniziando parallelamente un lavoro in un centro di accoglienza e una relazione con la sua collega di lavoro e nella lotta al crimine Shawn Tsang.

## Competenze e abilità
Analogamente a Batman, Dick Grayson non ha super poteri e si affida invece alle sue abilità naturali di combattimento, investigazione e atletismo. Questa combinazione di abilità rende Dick Grayson uno dei più brillanti combattenti del crimine sulla Terra nell'universo DC. Atleta naturale e prodigioso, Dick Grayson è considerato sia un esperto trapezista che il più grande acrobata del mondo nell'universo DC dalla sua formazione a una giovane età come trapezista con i suoi genitori e in seguito dal rigoroso addestramento di Batman nei panni di Robin. Mentre Batman era il suo allenatore principale, ricevette anche un po' di addestramento al combattimento da Wildcat e Richard Dragon.
Nel tempo, Dick Grayson è diventato un maestro di almeno una mezza dozzina di stili di arti marziali ed è considerato secondo a Batman in termini di abilità di combattimento. Sebbene la sua padronanza di specifiche arti marziali non sia stata specificata, le storie del personaggio hanno espresso specifiche discipline di arti marziali che ha esposto tra cui Muay boran, Taekwondo, Kung fu, Hapkido, Kyokushinkai, Stile Shotokan, Lethwei, Pugilato, Kenpō, Haidong Gumdo, Kendō, Brazilian Jiu-jitsu gi, Judo, Wing Chun e Escrima.
Durante il combattimento, i commenti di Maschera Nera e del primo Shriek rivelano che Dick Grayson combina ciascuno dei suoi stili di combattimento per avere la meglio sugli avversari. La sua capacità di combattimento e il suo potenziale sono sufficienti per aver raccolto elogi da artisti marziali colleghi e combattenti rivali come Lady Shiva, Deathstroke e Ra's al Ghul. In Nightwing n. 9 (New 52) è riuscito a resistere agli attacchi del potente Talon, cioè William Cobb della Corte dei gufi: sebbene questi si sia dimostrato molto superiore e con il vantaggio di possedere maggior forza fisica e un fattore rigenerante potenziato, Grayson, anche se gravemente ferito, è riuscito a batterlo prima che venisse ucciso. In Grayson n. 6 combatte contro Midnighter riuscendo a batterlo.
In qualità di ex apprendista di Batman, Dick Grayson è molto intelligente ed è considerato un detective di livello mondiale, in possesso di conoscenze in scienza forense e criminologia mentre possiede una laurea avanzata per la prima. Le sue capacità investigative lo rendono uno dei migliori detective dell'universo DC, considerato tra le poche persone (insieme a Red Robin, Question e Elongated Man) ad essere secondo a Batman nelle capacità deduttive. La principale tra le sue abilità include essere in grado di analizzare e leggere le persone, utilizzando questa abilità con le sue capacità di leadership e in combattimento analizzando il linguaggio del corpo per anticipare la prossima mossa di una persona in modo simile a Cassandra Cain (osservando mentalmente discrepanze come il battito delle palpebre, abilità sottosviluppate e segni di nervosismo). Dick Grayson è anche considerato leader, tattico e stratega superlativo, avendo servito come leader per i Giovani Titani, gli Outsiders e la Justice League; le sue capacità di leadership superano quelle del suo mentore ed è descritto come "l'eroe più fidato dopo Superman".
Lui stesso ha affermato di essere di gran lunga più veloce di Batman, e si è dimostrato più agile e veloce anche di Catwoman e Harley Quinn. Le sue straordinarie doti acrobatiche lo rendono un metaumano in questo campo: ha affermato di poter superare un'automobile a media velocità, cosa poi confermata in Nightwing n. 28, e in Red Robin n. 23 dimostra la sua netta superiorità nella corsa rispetto a Tim Drake e Jason Todd, che affermano di non riuscire a stargli dietro. Negli anni ha dimostrato un'agilità nettamente superiore ai limiti umani schivando proiettili esplosi da distanza ravvicinata e raggi laser con estrema facilità; a livello di forza e resistenza non eguaglia il suo mentore, anche se è superiore a tutti gli altri Robin, ma ha comunque dimostrato di poter sostenere col proprio corpo oltre una tonnellata, spaccare dell'acciaio con un solo calcio, mettere KO con un colpo il metaumano Blockbuster e scaraventare contro un muro di cemento Barry Pierce. Come Batman, possiede anche una volontà abbastanza forte da resistere ad attacchi telepatici.
Avendo ricevuto un'istruzione di primo livello in quanto pupillo di Bruce Wayne, parla correntemente spagnolo, russo, mandarino, cantonese, la lingua tamil, conosce il linguaggio dei segni americano, francese, italiano, persiano e kikuyu.
Una trama suggeriva che se fosse stato ucciso in un momento precedente, la Justice League non sarebbe riuscita a fermare Trigon a causa della perdita di un sostituto adeguato per Bruce Wayne quando fu inevitabilmente ucciso da Darkseid nell'evento Crisi Finale, privato dei loro migliori tattici. Tra l'altro repertorio di abilità di Grayson c'è il travestimento, la formazione avanzata in spionaggio, l'hacking informatico e l'arte della fuga.
I suoi genitori gli hanno lasciato un fondo fiduciario che Lucius Fox ha trasformato in una piccola fortuna: sebbene non paragonabile alla ricchezza di Bruce Wayne, questo fondo è stato sufficiente a mantenere la sua attrezzatura da Nightwing, acquisire i diritti di un circo salvando la sua vecchia da problemi finanziari e acquistare segretamente il suo ex condominio di Blüdhaven al 1013 Parkthorne Viale.

## Gadget e armi
Dick è equipaggiato con una tuta hi-tech che gli fornisce un'ottima resistenza contro impatti fisici, armi da fuoco, da taglio, alte temperature e acido; la tuta, inoltre, è completamente isolata, tanto è vero che permette di emanare raggi elettrificati di diversa potenza controllabili tramite un display posto sui guanti. La sua arma più caratteristica sono due bastoni di ferro, che gli permettono di emanare due tipi diversi di scariche elettriche, ma possiede anche diversi dispositivi sonici disorientanti, granate a gas, accecanti ed esplosivi che può emettere dai guanti. La sua maschera dispone di svariati filtri tra cui visore infrarosso, ultravioletto, collegamento diretto al database del Bat-computer e scanner che permette di rintracciare un segnale GPS a distanza. I rampini magnetici sono disposti sempre nei guanti, così come alcune bolas da lanciare contro gli avversari per bloccarli.
Come il suo mentore, anche Dick, quando operava nei panni di Robin, indossava una cintura multi-accessori.

## Altri media
Nel crossover Marvel contro DC, Nightwing affronta l'eccezionale esperto di arti marziali della Marvel, Pugno d'Acciaio, riuscendo a sconfiggerlo. Successivamente ha un breve scontro con l'Uomo Ragno, riuscendo a prevalere su quest'ultimo, ma lo scontro viene fermato da Due Facce intento a rapinare una banca assieme a Testa di martello. Nightwing e l'Uomo Ragno decidono di collaborare per fermare i loro rispettivi nemici.

### Televisione

#### Serie televisive
- Il personaggio compare nella serie televisiva degli anni sessanta, interpretato da Burt Ward.
- Il personaggio di Nightwing compare nella webserie Nightwing: The Series nel 2014, interpretato da Danny Shepard.
- Nel 2018 appare nella serie Titans, interpretato da Brenton Thwaites.

#### Serie animate

Nightwing nella serie animata Batman - Cavaliere della notte

- Nelle serie e nei film appartenenti al DC Animated Universe, Dick Grayson è il primo Robin e fa la sua apparizione fin dalle prime puntate della serie Batman. In lingua originale è doppiato da Loren Lester[21] e nella versione italiana da Davide Garbolino (come Robin) e Simone D'Andrea (come Nigthwing). Garbolino ha poi doppiato Dick anche nelle serie animate The Batman (sempre come Robin) del 2004 e Batman: Brave and the Bold, sia nei panni di Robin che in quelli di Nigthwing.
  - Il personaggio viene citato occasionalmente nella serie Batman of the Future[22][23], e ha fatto un cameo non parlato in Justice League[24] e Justice League Unlimited[25].
- Il personaggio è apparso nella serie animata crossover Speciale Scooby, in cui compaiono due episodi.
- Indipendente da Batman, Grayson è apparso come Robin nella serie animata Teen Titans nel 2003 (doppiato in originale da Scott Menville e in italiano da Alessio De Filippis, i quali dieci anni dopo riprenderanno il ruolo del personaggio nelle rispettive edizioni della serie parodistica Teen Titans Go!), che presentava Nightwing (nel doppiaggio italiano reso come Ala della Notte) come una versione di Grayson del futuro. Contrariamente ad altre serie, qui Robin viene sempre con indosso la maschera. Teen Titans è l'unica serie animata in cui viene proposta la storia d'amore fra Dick e la supereroina e principessa aliena Koriand'r alias Starfire (Stella Rubia in Italia). Una versione simile di questo Robin appare in Teen Titans Go!, in cui il personaggio è presentato come un leader parecchio energico e determinato ma eccentrico, narcisista, piuttosto puerile, prepotente, a tratti psicopatico e maniaco del perfezionismo, non ricambiato sentimentalmente da Starfire (con la quale assume spesso comportamenti da stalker) e preso in giro e ignorato spesso e volentieri dai compagni di squadra. In alcuni episodi appare anche una sua versione futura, che come nella serie originale assume l'identità di Nightwing, in cui appare più calmo e maturo del sé stesso passato e, in una gag ricorrente, è perennemente single.
- In Young Justice è uno dei membri fondatori e primo capo della squadra senza nome di giovani eroi, ma cede presto il trono di capo ad Aqualad dato che lui, nonostante abbia molte qualità da leader, è troppo individualista e tende a dare per scontato che gli altri seguano un piano che lui non ha mai spiegato perché abituato a lavorare così con Batman, in ritorno Aqualad gli dice che restituirà le redini della squadra nel momento stesso in cui Robin dirà di essere pronto. Nella seconda stagione di Young Justice, che si svolge anni dopo rispetto alla prima, Dick è ormai Nightwing ed il capo della squadra senza nome protagonista della serie. In questa particolare serie Dick è doppiato sempre da Alessio De Filippis come Robin nella prima stagione, mentre nella seconda (come Nigthwing) da Massimo Triggiani  (mentre nella versione originale il personaggio viene doppiato da Jesse McCartney).
- Dick Grayson è apparso anche nella serie animata Batman Unlimited.

### Cinema

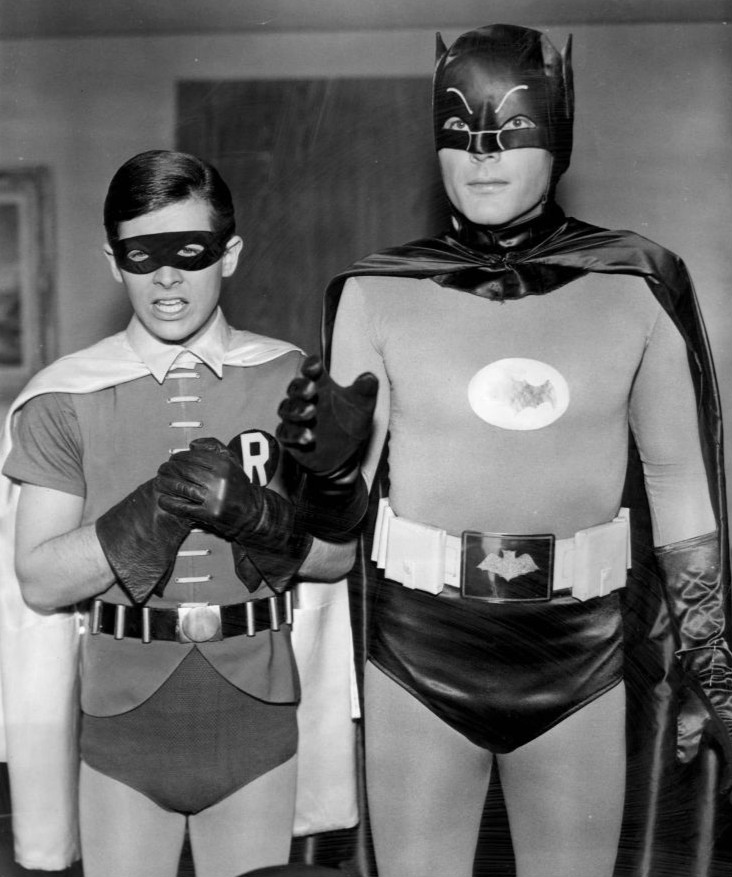
Burt Ward (Robin) con Adam West (Batman) nella serie televisiva degli anni sessanta

Come Robin, Dick Grayson è apparso nella maggior parte degli adattamenti di Batman.
- Il personaggio compare in Batman Forever (1995) e Batman & Robin (1997), interpretato da Chris O'Donnell. In Batman Forever l'assassino della famiglia Grayson non è Tony Zucco ma Due Facce.
- Nel 2008 il network statunitense The CW avrebbe realizzato The Graysons, serie televisiva basata sull'infanzia e le situazioni che hanno portato il giovane Dick a diventare Robin[26], ma il 6 novembre dello stesso anno il presidente della Warner Jeff Robinov spiegò che la serie mal si adattava all'attuale franchise di Batman (ancora reduce dal successo del cupo e serio Il cavaliere oscuro), e che si stava lavorando ad altre ipotesi[27].
- Nel febbraio 2017, è stato annunciato che Warner Bros. sta sviluppando un film incentrato sul personaggio e ambientato nel DC Extended Universe diretto da Chris McKay, regista di LEGO Batman - Il film e Bill Dubuque alla sceneggiatura.[28] A giugno 2021, McKay ha dichiarato che il progetto è stato ritardato a favore di altri film, pur confermando che è ancora in fase di sviluppo. Ha anche detto che il film potrebbe essere rielaborato per rimuovere i suoi collegamenti con la continuità del DCEU.[29] Ad agosto 2023 il progetto è stato cancellato.[30]

### Videogiochi
Dick Grayson appare nei seguenti videogiochi:
- Batman, sviluppato da Ocean Software (1986) (come Robin)
- The Adventures of Batman & Robin, sviluppato da Konami, Clockwork Tortoise e Novotrade (1994) (come Robin)
- Batman Forever, Probe Entertainment (1996) (come Robin)
- Batman & Robin, sviluppato da Probe Entertainment e Tiger Electronics (1998) (come Robin)
- Batman: Chaos in Gotham, sviluppato da Ubisoft (2001) (come Nightwing)
- Batman: Gotham City Racer, sviluppato da Sinister Games (2001) (come Nightwing)
- Batman: Vengeance, sviluppato da Ubisoft Montreal (2001) (come Nightwing) (solo nella versione per Game Boy Advance)
- Batman: Rise of Sin Tzu, sviluppato da Ubisoft Montreal (2003) (come Nightwing)
- LEGO Batman: Il videogioco, sviluppato da Traveller's Tales (2008) (come Nightwing)
- Batman: The Brave and the Bold (2010) (come Robin)
- DC Universe Online, sviluppato da Sony Online Austin (2011) (come Nightwing)
- Batman: Arkham City, sviluppato da Rocksteady Studios (2011) (come Nightwing) (giocabile in modalità sfida)
- LEGO Batman 2: DC Super Heroes, sviluppato da Traveller's Tales (2012) (come Robin e Nightwing)
- Injustice: Gods Among Us, sviluppato da NetherRealm Studios (2013) (come Nightwing)
- Batman: Arkham Origins, sviluppato da WB Games Montréal (2013) (come Robin, nella modalità multiplayer)
- Young Justice: Legacy sviluppato da Freedom Factory Studios (2013) (come Nightwing)
- LEGO Batman 3: Gotham e oltre, sviluppato da Traveller's Tales e Feral Interactive (come Robin (1966) e Nightwing) (2014)
- Batman: Arkham Knight, sviluppato da Rocksteady Studios (2015) (come Nightwing)
- Batman: Arkham VR, sviluppato da Rocksteady Studios (2016) (come Nightwing)
- Gotham Knights, sviluppato da WB Games Montréal (2022) (come Nightwing)